# Frankenalb
Frankenalb (tiếng Đức: Fränkische Alb, Fränkischer Jura) là một cao nguyên ở Bayern, Đức. Nằm giữa 2 sông, Donau ở phía Nam và sông Main ở phía Bắc, các đỉnh của nó đạt tới cao độ 600 mét (2.000 ft) và có diện tích khoảng 7053,8 km².
Phần lớn của Frankenalb là một phần của Công viên Thiên nhiên Thung lũng Altmühl. Những phong cảnh đẹp của các đoạn sông uốn khúc và các đèo núi được tạo thành bởi sông Altmühl lôi cuốn du khách tới viếng thăm vùng này.
Về mặt địa lý, Frankenalb là dãy núi tiếp nối về phía đông của Schwabenalb. Cả hai thuộc về dãy núi Jura. Cả hai dãy núi này được chia cách bởi hố va chạm Nördlinger Ries.
Phần miền Bắc của Frankenalb có tên là Fränkische Schweiz (Thụy Sĩ của vùng Franken).

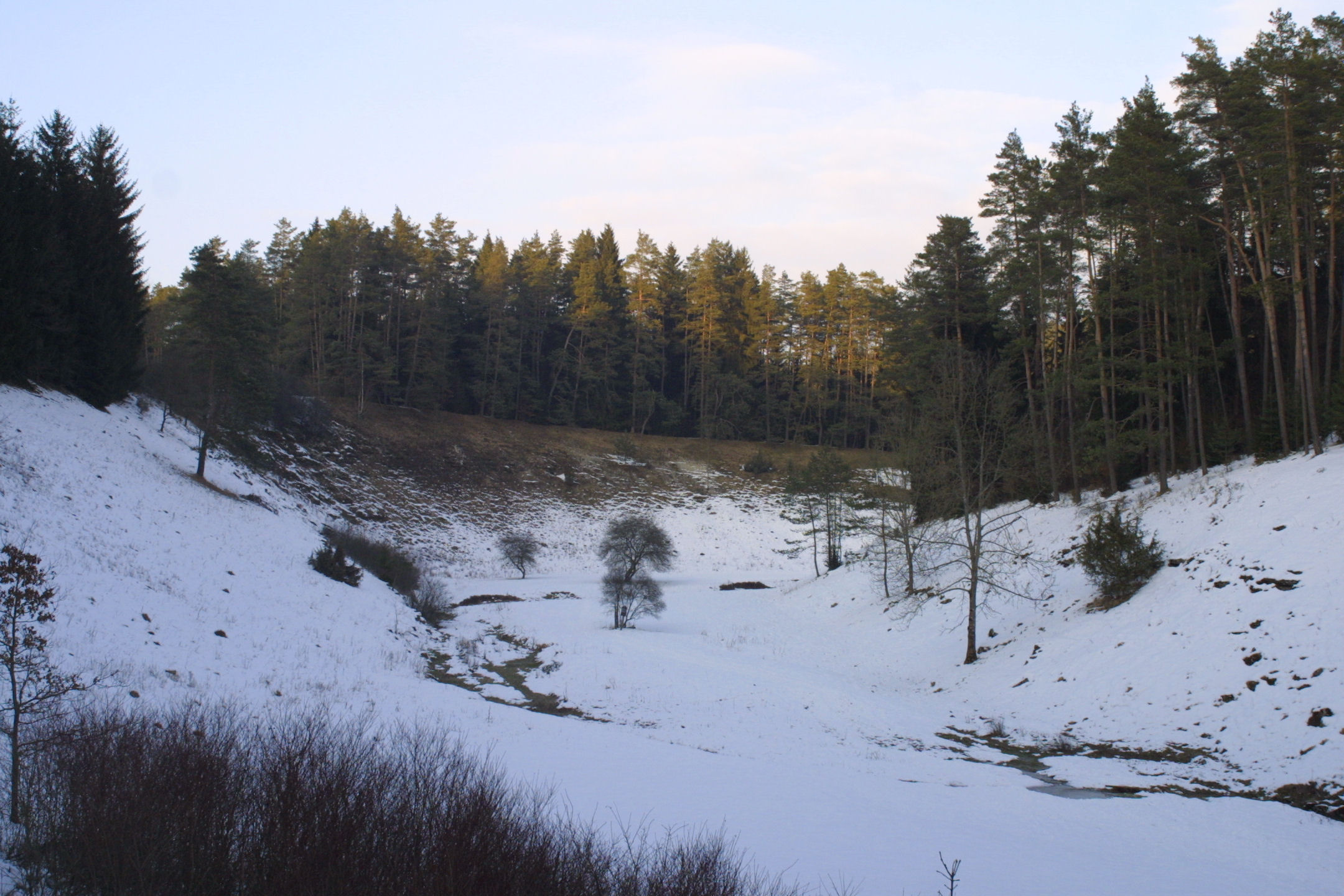
Thung lũng ở Fränkische Schweiz